# 1443
1443 (MCDXLIII) je bilo navadno leto, ki se je po julijanskem koledarju začelo na torek.

## Dogodki
- 3. november - bitka pri Nišu
- 12. december - bitka na Zlatici

Neznan datum
- Turki zavzamejo Epir

## Rojstva
- 16. januar - Gattamelata, italijanski condottiero (* 1370)

## Smrti
Neznan datum
- Jan Šindel, češki astronom in matematik (* 1370)
- Zeami Motokijo, japonski estet, igralec in dramatik (* 1363)